# Luzancy
Luzancy – miejscowość i gmina we Francji, w regionie Île-de-France, w departamencie Sekwana i Marna.
Według danych na rok 1990 gminę zamieszkiwało 778 osób, a gęstość zaludnienia wynosiła 118 osób/km² (wśród 1287 gmin regionu Île-de-France Luzancy plasuje się na 689. miejscu pod względem liczby ludności, natomiast pod względem powierzchni na miejscu 574.).